# Willmar (Minnesota)
Willmar ist eine Stadt (mit dem Status „City“) und Verwaltungssitz des Kandiyohi County im US-amerikanischen Bundesstaat Minnesota. Das U.S. Census Bureau hat bei der Volkszählung 2020 eine Einwohnerzahl von 21.015 ermittelt.

## Geografie
Willmar liegt im südwestlichen Zentrum von Minnesota auf 45°07′11″ nördlicher Breite und 95°02′53″ westlicher Länge und erstreckt sich über 41,31 km², die sich auf 36,65 km² Land- und 4,66 km² Wasserfläche verteilen.
Benachbarte Orte von Willmar sind Spicer (18 km nordöstlich), Kandiyohi (10,6 km östlich), Blomkest (21,6 km südlich), Raymond (20,2 km südwestlich) und Pennock (am nordöstlichen Stadtrand).
Die nächstgelegenen größeren Städte sind die Twin Cities (151 km östlich), Des Moines in Iowa (521 km südsüdöstlich), Omaha in Nebraska (523 km südsüdwestlich), Winnipeg in der kanadischen Provinz Manitoba (640 km nördlich) und Duluth am westlichsten Punkt des Oberen Sees (332 km nordöstlich).

## Verkehr
In Willmar kreuzt der von West nach Ost verlaufende U.S. Highway 12 den U.S. Highway 71. Weiterhin treffen die Minnesota State Routes 23 und 40 im Stadtgebiet von Willmar zusammen. Entlang des südöstlichen Stadtrandes verläuft eine Umgehungsstraße um das Zentrum von Willmar. Alle weiteren Straßen innerhalb des Stadtgebiets sind untergeordnete Landstraßen und innerstädtische Verbindungsstraßen.
Im Stadtgebiet von Willmar treffen aus westlicher Richtung kommend zwei Eisenbahnlinien der BNSF Railway zusammen.
Mit dem Willmar Municipal Airport befindet sich ein kleiner Flugplatz im Westen des Stadtgebiets. Der nächste Großflughafen ist der 169 km östlich gelegene Minneapolis-Saint Paul International Airport.

## Demografische Daten
Nach der Volkszählung im Jahr 2010 lebten in Willmar 19.610 Menschen in 7677 Haushalten. Die Bevölkerungsdichte betrug 535,1 Einwohner pro Quadratkilometer. In den 7677 Haushalten lebten statistisch je 2,43 Personen.
Ethnisch betrachtet setzte sich die Bevölkerung zusammen aus 86,9 Prozent Weißen, 4,8 Prozent Afroamerikanern, 0,5 Prozent amerikanischen Ureinwohnern, 0,6 Prozent Asiaten, 0,1 Prozent Polynesiern sowie 5,4 Prozent aus anderen ethnischen Gruppen; 1,8 Prozent stammten von zwei oder mehr Ethnien ab. Unabhängig von der ethnischen Zugehörigkeit waren 20,9 Prozent der Bevölkerung spanischer oder lateinamerikanischer Abstammung.
25,2 Prozent der Bevölkerung waren unter 18 Jahre alt, 59,0 Prozent waren zwischen 18 und 64 und 15,8 Prozent waren 65 Jahre oder älter. 51,2 Prozent der Bevölkerung war weiblich.

Das mittlere jährliche Einkommen eines Haushalts lag bei 38.610 USD. Das Pro-Kopf-Einkommen betrug 21.715 USD. 21,1 Prozent der Einwohner lebten unterhalb der Armutsgrenze.

## Bekannte Bewohner
- Bradley Joseph (* 1965) – Musiker und Komponist – geboren in Willmar
- Albert E. Rice (1845–1921) – Vizegouverneur von Minnesota (1887–1891) – lebte in Willmar
- Marion Ross (* 1928) – Schauspielerin – lebte zeitweise in Willmar
- Curt Swan (1920–1996) – Grafiker und Zeichner – geboren in Willmar

## Partnerstädte
- Frameries, Belgien
- Wilejka, Belarus